# Aragonés foncense
El aragonés foncense o simplemente foncense es la variedad dialectal local del aragonés perteneciente al bajorribagorzano. Es propio de Fonz y Costeán en la Ribagorza, provincia de Huesca, Aragón, España.
Se conservan palabras con fonética antigua como ixamen, que en aragonés general ha tenido una evolución en el mismo sentido que el castellano ((i)xambre). Se conserva la palabra maitino.
Hay alguna palabra que no diptonga las Ě y Ŏ latinas como espona.

## Rasgos específicos del aragonés
- Presencia de ch- en posición inicial.
  - choben, chelo, chiboso
- Plurales acabados en -z.
  - Fonz, toz, chicoz
- Uso de yo tras preposición
- Uso de b en pasado imperfecto
  - teniba, bebeba
- Uso de -z para la segunda persona del plural
  - llabraz, estábaz

## Rasos compartidos por el aragonés y el catalán
- f- inicial.
  - fe(r), farto, figo
- Uso de ll para los sonidos latinos LY, K'L, G'L.
  - güella, orella, palla
- Plural acabado en -s (no -es).
- Diminutivo acabado en -e(t) / -eta
- Uso de la partícula en.
  - en teniaban tres, mo'n irén toz, dámene, n'abrá tres astí fuera

## Rasgos típicos del catalán
- Palatinización de l- inicial.
  - llana, llargo
- Pérdida de la -r de los verbos y otros casos.
  - fe(r), teni(r), culli(r), mullé, llugá
- Desinencia -n de la primera persona de plural.
  - cantarén, estarén, tornarén
- Desinencia -n para gerundios.
  - puyán, fen, fuin
- Perfecto perifrástico.
  - ban tení, baz fe, bas sentí
- Sufijo despectivo: -ot, -ota, -oz, -otas
  - animalot, moscota

## Rasgos propios ribagorzanos
- Sonido palatal ll con p, c, f, b y g.
  - pllaza, cllaro, fllo, bllanco, mingllana
- Presente del verbo ser: es para segunda persona del singular y e para la tercera.
- Uso de ñ con el verbo aber, es decir, ñ'abe(r).